# Ocucaje
Ocucaje es una ciudad peruana ubicada en la región centro-sur del Perú, capital del homónimo distrito de Ocucaje, bajo la administración del Gobierno regional de Ica.

## Historia
Ocucaje fue creado por Ley n.º 23833 del 18 de mayo de 1984, siendo presidente de la República el arquitecto Fernando Belaúnde Terry.El desarrollo socioeconómico de Ocucaje se basa en la Agricultura y últimamente en el turismo, que está teniendo gran crecimiento, lo que obliga una gran afluencia de turistas y visitantes.

## Geografía
Se encuentra ubicado en la parte sur de la Provincia de Ica, situado a una distancia aproximada de 28 a 29 km de la ciudad de Ica, así como se encuentra ubicado a una altitud de 325 metros sobre el nivel del mar, con una latitud sur de 14°20′45″ y una longitud oeste de 75°40′0″
Los caseríos que conforman este distrito son 13: Barrio Nuevo, San José de Pinilla, San Felipe, Córdova, Tres Esquinas, Callango, Pampa Chacaltana, El Tambo, Paraya, Cerro Blanco, La Capilla, San Martín de Porras
Ocucaje cuenta con una superficie de 1,417.12 km², representando el 6.64% de superficie con respecto al Departamento de Ica, que es de 21,327.83 km² y el 17.95% de la superficie con respecto a la Provincia de Ica, que cuenta con 7,894.05 km².
El Distrito de Ocucaje cuenta con 3,809 habitantes, siendo 1,219 habitantes en la zona urbana representando un 32% y 2,590 habitantes en la zona rural, representando un 68% teniendo una tasa de crecimiento ínter censal de 1.3%. Del análisis se desprende que en el Distrito de Ocucaje hay 2,019 hombres representando un 53% de la población y 1,790 mujeres que representan un 47%.
- Ríos: Ica.

### Clima
Cálido seco, soleado durante todo el año, con una temperatura media anual de 19.5 °C. Tiene un clima cálido y benigno. La temperatura en verano sobrepasa los 35 °C (enero-marzo), y en invierno las temperaturas mínimas generalmente están alrededor de los 9 °C. Con un récord de temperatura mínima de 3.1 °C el 7 de agosto de 2020. También se caracteriza por la presencia de vientos fuertes denominados Paracas que causan tormentas de arena y reducen la visibilidad.
| Parámetros climáticos promedio de Ocucaje | Parámetros climáticos promedio de Ocucaje | Parámetros climáticos promedio de Ocucaje | Parámetros climáticos promedio de Ocucaje | Parámetros climáticos promedio de Ocucaje | Parámetros climáticos promedio de Ocucaje | Parámetros climáticos promedio de Ocucaje | Parámetros climáticos promedio de Ocucaje | Parámetros climáticos promedio de Ocucaje | Parámetros climáticos promedio de Ocucaje | Parámetros climáticos promedio de Ocucaje | Parámetros climáticos promedio de Ocucaje | Parámetros climáticos promedio de Ocucaje | Parámetros climáticos promedio de Ocucaje |
| Mes                                       | Ene.                                      | Feb.                                      | Mar.                                      | Abr.                                      | May.                                      | Jun.                                      | Jul.                                      | Ago.                                      | Sep.                                      | Oct.                                      | Nov.                                      | Dic.                                      | Anual                                     |
| ----------------------------------------- | ----------------------------------------- | ----------------------------------------- | ----------------------------------------- | ----------------------------------------- | ----------------------------------------- | ----------------------------------------- | ----------------------------------------- | ----------------------------------------- | ----------------------------------------- | ----------------------------------------- | ----------------------------------------- | ----------------------------------------- | ----------------------------------------- |
| Temp. máx. abs. (°C)                      | 36.7                                      | 38.0                                      | 38.1                                      | 35.4                                      | 34.5                                      | 33.0                                      | 31.2                                      | 32.4                                      | 35.6                                      | 33.6                                      | 34.9                                      | 35.0                                      | 38.1                                      |
| Temp. máx. media (°C)                     | 29.0                                      | 28.3                                      | 29.6                                      | 28.0                                      | 25.1                                      | 23.5                                      | 21.2                                      | 23.3                                      | 23.2                                      | 24.2                                      | 24.6                                      | 26.2                                      | 25.5                                      |
| Temp. media (°C)                          | 23.2                                      | 22.7                                      | 23.6                                      | 21.7                                      | 19.1                                      | 17.3                                      | 15.4                                      | 17.2                                      | 16.9                                      | 18.0                                      | 18.4                                      | 20.4                                      | 19.5                                      |
| Temp. mín. media (°C)                     | 17.4                                      | 17.1                                      | 17.7                                      | 15.5                                      | 13.1                                      | 11.2                                      | 9.6                                       | 11.2                                      | 10.7                                      | 11.9                                      | 12.2                                      | 14.6                                      | 13.5                                      |
| Temp. mín. abs. (°C)                      | 14.8                                      | 12.8                                      | 13.4                                      | 9.6                                       | 5.9                                       | 5.8                                       | 5.7                                       | 3.1                                       | 6.7                                       | 8.2                                       | 7.6                                       | 10.7                                      | 3.1                                       |
| Precipitación total (mm)                  | 2                                         | 1                                         | 1                                         | 0                                         | 0                                         | 0                                         | 0                                         | 0                                         | 0                                         | 0                                         | 0                                         | 0                                         | 4                                         |
| Días de precipitaciones (≥ 1 mm)          | 1                                         | 1                                         | 0                                         | 0                                         | 0                                         | 0                                         | 0                                         | 0                                         | 0                                         | 0                                         | 0                                         | 0                                         | 2                                         |
| Fuente n.º 1: Climate-data.org            |                                           |                                           |                                           |                                           |                                           |                                           |                                           |                                           |                                           |                                           |                                           |                                           |                                           |
| Fuente n.º 2: Senamhi                     |                                           |                                           |                                           |                                           |                                           |                                           |                                           |                                           |                                           |                                           |                                           |                                           |                                           |

## Autoridades

### Municipales
- 2023 - 2026[4]
  - Alcalde: Laura Esther Peña Valencia, del Partido Alianza para el Progreso.

### Religiosas
- 2007 - : Héctor Vera Colona, Obispo católico.

## Atractivos turísticos
En los últimos 10 años Ocucaje se ha convertido en uno de las Ciudades más ricas y acogedoras para el turismo, destacando entre sus grandes atractivos;la Bodega "VIÑA OCUCAJE", en donde se conserva añejas y voluminosas pipas de roble, sus hermosas playas, como "Punta Lomitas", El Faro, "La Yerba", "El Infiernillo" etc. también es un gran atractivo su "Cementerio Paleontlológico", que es considerado el más grande del mundo, lo que ha convertido a Ocucaje en el "Paraíso Paleontológico del mundo", también son grandes atractivos, su famosa "Campana de la Libertad", sus "huacas" arqueológicas, el impresionante "Cañón de los Perdidos", la duna "El Lagarto", el cerro "Las Brujas", el fundo de productos orgánicos de Samaca,.durante el año, se celebran fiestas turísticas como: el FESTIVAL DE LA MENESTRA, la última semana de octubre, su SEMANA TURÍSTICA y su concurso "Miss Playa", la primera semana de febrero, su "VENDIMIA EN OCUCAJE" la 2.ª semana de marzo, y el ANIVERSARIO, el distrito el 18 de mayo.
En Ocucaje es un gran productor de pallar, garbanzo, frijol, maíz, zapallos.Frutas como la vid, mangos, higos, dátiles, sandías, pacaes, granadas, etc.hay varias bodegas artesanales que producen excelentes Piscos y Vinos, La Bodega Industrial Viña Ocucaje tiene una gran producción de Piscos y Vinos con mucha fama en el mundo.Por la gran calidad de sus menestras, se le conoce como "La Capital Mundial de la Menestra".
En Ocucaje también fueron descubiertos restos fósiles de animales tales como ballenas, tiburones, tortugas, focas, etc. lo cual indica una muerte rápida de los animales. Entre el 9 y 11 de abril de 2008 se descubrió en este lugar en el cerro más alto del valle un geoglifo en forma de un cóndor junto a tres figuras que datarían de la cultura paracas cavernas.

## Festividades
- Reyes Magos.
- Señor de Luren.
- San Isidro Labrador.